# فلافيا كولغان
فلافيا كولغان (بالإنجليزية: Flavia Colgan)‏ هي معلقة سياسية ‏ أمريكية، ولدت في 18 أكتوبر 1977.